# 立碗蘚
立碗蘚（学名：Physcomitrium sphaericum）为葫蘆蘚科立碗蘚屬下的一个种。